# Atomska absorpcijska spektrometrija
Atomska absorpcijska spektrometrija (AAS) je spektroskopska metoda, rabljena za kvalitativno in kvantitativno analizo elementov v analizni kemiji. Tehnika temelji na merjenju intenzitete svetlobe, ki jo prepuščajo atomi elementov v plinastem stanju. Ti absorbirajo svetlobo valovne dolžine, ki ustreza prehodu elektronov iz osnovnega na vzbujeno stanje. Vsak element ima značilen črtasti spekter, ki se razlikuje od drugih. Delež absorbirane svetlobe pri meritvi je sorazmeren koncentraciji absorbirajočega elementa. Zveza med koncentracijo in absorbirano svetlobo pa se imenuje Beer-Lambertov zakon ali z drugimi besedami absorpcijski zakon.

## Zgodovina
Leta 1955 so prvič predstavili tehniko AAS avstralski fizik Sir Alan Walsh, ter C. T. J. Alkemade in J. M. W. Milatz iz Nizozemske. V letu 1959 je bil za komercialne namene predstavljen prvi spektrometer, sledila pa je eksplozivna rast rabe te tehnike v svetu analizne kemije.

## Uporaba
Ta tehnika se v analizni kemiji uporablja za določitev koncentracij večine kovinskih elementov v nizkih koncentracijah, tipično pod mg/L. V kliničnih laboratorijih tako določajo koncentracijo svinca, bakra in cinka v krvi.

## Aparatura
Absorpcijski atomski spektrometer je sestavljen iz vira svetlobe, vrtljive zaslonke, razprševalnika, atomizerja, monokromatorja, detektorja in zapisa (računalnik).

### Razprševalnik
Pogoj za izvedbo tehnike AAS, je atomarna oblika elementov v plinastem stanju. Do te oblike lahko pridemo z razprševanjem tekočega vzorca v plamen (FAAS). Ta tehnika je najbolj uveljavljena. Največkrat se v ta namen uporablja posredni pnevmatski razprševalnik predstavljen na sliki. Vzorec je posrkan preko plastične kapilare v koncentrično kapilaro razprševalnika, ki je obdana z oksidantom(zrakom). Vzorec se nato pretvori v aerosolno obliko s pomočjo plina z visoko hitrostjo. Pred koncentrično kapilaro je postavljena še manjša ovira, ki poskrbi, da se večje kapljice nadalje razpršijo na manjše.

### Atomizer
Atomizer je sestavni del spektrofotometra, ki vzorec pretvori v atomarno obliko. Poleg plamenskega atomizerja, se lahko poslužimo tudi ICP (induktivno sklopljene plazme) ali elektrotermične atomizacije v grafitni celici.

#### Plamenski atomizer
AAS tehnika pri kateri se uporablja plamenski atomizer, se imenuje plamenska atomska absorpcijska spektrometrija (FAAS). Razprševalnik razprši aerosolno obliko v plamen, katerega temperatura običajno sega od 2200 ⁰C do 3300 ⁰C. Dejanska temperatura je odvisna od plinske mešanice goriva in oksidanta. Nekaj tipičnih mešanic je predstavljenih v tabeli.
| Plinska mešanica                         | Temperatura [⁰C] |
| ---------------------------------------- | ---------------- |
| ogljikovodiki(metan,propan-butan) - zrak | 1900             |
| acetilen - zrak                          | 2300             |
| vodik - zrak                             | 2700             |
| acetilen – didušikov oksid               | 3000             |
| dician - kisik                           | 4500             |
| ogljikov – subnitrid - ozon              | 5300             |

Najpogosteje uporabljeni plinski mešanici sta etin/zrak (2100-2400 ⁰C) in pri elementih z visokim vreliščem etin/N20 (2600-2800 ⁰C). Ko je vzorec razpršen v plamen, najprej izpari topilo, pri tem se pojavijo aerosolni delci v kristalinični obliki, ki se nato stalijo. Ob visokih temperaturah pride do disociacije molekul in nastanka atomov v osnovnem stanju.

#### Induktivno sklopljena plazma
Plazma ima intenzivno belo, netransparentno jedro, katerega temperatura se giblje med 6000 K in 8000 K. Izvor induktivno sklopljene plazme (ICP) sestavljajo 4 koncentrične kvarčne cevi, skozi katere tangencialno teče tok argona. Ta se uporablja kot izolator, nosilec vzorca in za generiranje plazme. Skozi osrednjo cev z argonom vstopa aerosol vzorca v plamen. Na vrhu zunanje cevi je ovita indukcijska tuljava, ki proizvaja fluktirajoče magnetno polje. Ioni in elektroni znotraj tuljave krožijo po zaključeni poti, vendar se temu upirajo. Posledica tega je gretje. Ker temperatura v samem jedru plazme sega do 10000 K, je potrebno hlajenje, pri čemer se poslužimo tangencialnih tokov argona. Prednost ICP je inertna atmosfera, ki preprečuje tvorbo oksidov. Poleg tega s to metodo atomizacije dosežemo 2 do 3x višjo temperaturo kot pri FAAS. Posledično je stopnja atomizacije vzorca veliko višja, manjši pa je vpliv kemijskih interferenc.

#### Elektrotermična atomizacija v grafitni celici
Pri elektrotermični atomizaciji v grafitni celici(GFAA), je vzorec postavljen v grafitno celico, ki se segreje na 3000 ⁰C. Tako kot pri FAAS, tudi pri tej metodi atomizacije vzorec preide v trdno stanje in se nato disociira na atome. Prednost rabe grafitne celice je poleg višje meje detekcije, možnost analize vzorcev v trdni obliki, tekočini ali gostejši tekočini. GFAA je sposobna analizirati zelo majhne količine vzorcev in nuditi reduktivno atmosfero, za elemente, ki se sicer zelo hitro oksidirajo.

### Vir svetlobe

#### Žarnica z votlo katodo
Žarnica z votlo katodo je najpogosteje uporabljen vir svetlobe pri atomski absorpcijski spektrometriji. Sestoji iz vira napetosti, volframove anode in votle katode napolnjene s plinom argonom ali neonom, pri pritisku 1-5 torr. Katoda je prevlečena z elementom, ki ga določamo. Razlika v potencialih anode in katode povzroči ionizacijo plina v katodi. Kationi ioniziranega plina trčijo v katodo in iz nje izločijo kovinske ione, ki tvorijo atomski oblak. Ti pri prehodu iz vzbujenega v osnovno stanje emitirajo svetlobo specifičnih valovnih dolžin s katero svetimo v atomizirano obliko vzorca.

#### Visokofrekvenčna žarnica brez elektrod (EDL)
Visokofrekvenčne žarnice brez elektrod proizvajajo energijo višje intenzitete od žarnic z votlo katodo. Tako kot pri slednjih so tudi EDL napolnjene z inertnim plinom pri nizkih tlakih. Gre za kvarčne cevke z žarnico prevlečeno z majhno količino preiskovanega elementa. Radio-frekvenčna tuljava povzroča ionizacijo plina in vzbujanje atomov na žarnici. EDL so povečini manj zanesljive od žarnic z votlo katodo. Izjema so EDL žarnice za Se, Cd, Sb in As.

### Chopper ali vrtljiva zaslonka
Vrtljiva zaslonka ali ''chopper'' je vrteč kovinski se disk z izrezanimi površinami, ki med vrtenjem enkrat prepušča svetlobo skozi plamen, drugič pa na detektor pada le svetloba, ki jo emitira plamen. Na ta način se znebimo ozadja, ki ga daje plamen. Chopper je postavljen med virom svetlobe in plamenom.

### Monokromator
Kljub temu da pri atomski absorpcijski spektrometriji uporabljamo vire svetlobe, ki imitirajo črtasti spekter, niso vse spektralne črte enako intenzivne in primerne za analizo. Poleg tega lahko pride do motenj zaradi prisotnosti drugih elementov v plamenu. Zaradi tega uporabimo monokromator. Ta je postavljen za plamenom, njegova funkcija pa je izolacija svetlobe z valovno dolžino z največjo intenziteto, pri kateri je največja možnost za elektronski prehod atoma v osnovnem stanju. Monokromator je hermetična posoda z vhodno in izhodno režo širine med 0,2 nm in 2 nm. Pogosto uporabljeni so Echelle monokromatorji, ki v notranjosti vsebujejo uklonsko mrežico in prizmo kot disperzni element, ki svetlobo pretvori v dve dimenziji.

### Detektor svetlobe
Detektor je postavljen tik za izhodno režo monokromatorja in pretvori svetlobno energijo v električni signal, ki se ojača in izmeri. Običajno se za detektor uporabljajo fotopomnoževalke, vendar so v novejših aparaturah uporabljeni tudi CCD detektorji.

### Zapis
Električni signal, ki ga izmerimo, je predstavljen v analogni obliki. Ta se v računalniku pretvori v človeku prijazno obliko. Dandanes je programska oprema tako razvita, da računalnik iz meritev sam naredi umeritveno krivuljo in izračuna koncentracijo analitov. Prav tako preko računalnika upravljamo s kotom katode in plinsko sestavo pri FAAS.

## Motnje
Občutljivost meritve zmanjšuje prisotnost oksidov, ki nastanejo pri atomizaciji. Izognemo se jim lahko z uporabo plamena višje temperature. Atomizacijo zmanjšuje še prisotnost fosfatnih(V) in sulfatnih(Vi) ionov. Zaradi tega vzorec pripravimo v HCl.